# Дарвинова жаба носорог
Дарвиновата жаба носорог (Rhinoderma darwinii) е вид земноводно от семейство Rhinodermatidae. Видът е световно застрашен, със статут Уязвим.

## Разпространение
Разпространен е в Аржентина и Чили.